# Kandari
Kandari là một thị trấn thống kê (census town) của quận Jalgaon thuộc bang Maharashtra, Ấn Độ.

## Nhân khẩu
Theo điều tra dân số năm 2001 của Ấn Độ, Kandari có dân số 15.158 người. Phái nam chiếm 53% tổng số dân và phái nữ chiếm 47%. Kandari có tỷ lệ 79% biết đọc biết viết, cao hơn tỷ lệ trung bình toàn quốc là 59,5%: tỷ lệ cho phái nam là 85%, và tỷ lệ cho phái nữ là 73%. Tại Kandari, 11% dân số nhỏ hơn 6 tuổi.